# 十里廣場站
十里廣場輕軌站（英語：Ten Mile Junction LRT station，代號BP14）是新加坡武吉班讓輕軌已經在2019年1月13日關閉的輕軌站。這個輕軌站是唯一有空調、全高式月台幕門、驗票閘門與月台同層和只有一條軌道的輕軌站。本站沒有使用兩節列車，只提供20分鐘班次，比其他輕軌站疏。

## 歷史
此站和車站大樓位於Junction 10內（舊名十里廣場），以市內沿武吉知馬路和武吉知馬路上段起計算的距離命名。
此站由2010年12月10日至2011年12月30日期間關閉，以進行重新裝修工程以及十里廣場商場重新發展，是新加坡有鐵路以來首次有鐵路車站關閉。在十里廣場開行的C線服務列車也在此時暫停營運。2011年12月30日，此站連同重新發展的Junction 10商場同步重開。雖然商場進行裝修，舊車站的內部設計仍獲保留。
此站在2019年1月13日起因客量低迷而永久關閉。車站關閉也導致由此站經信佳在武吉班讓市區運行的輕軌C線服務停運。車站原址將改為十里廣場車廠擴建部分。這是新加坡地鐵／輕軌第一個永久關閉的車站。

## 車站結構
此站是武吉班讓輕軌唯一有三層的車站，其餘車站只有兩層。儘管如此，武吉班讓站和蔡厝港站都設有夾層，但不計算在樓梯編號系統內。
車站同時連接十里廣場車廠，在U3層限制進出。此站是武吉班讓輕軌唯一只設一座側式月台的車站。
月台軌道後方的軌道是快車軌道，列車可繞過車站或組成雙節列車。
| U3      | 禁區                   | 往十里廣場車廠天橋                                  |                                                     |
| L3 站台 | 站台1                  | 武吉班讓輕軌：服務C經武吉班讓往十里廣場（武吉班讓） | 武吉班讓輕軌：服務C經武吉班讓往十里廣場（武吉班讓） |
| L3 站台 | 側式月台，右側開門     |                                                     |                                                     |
| L3 站台 | 輕軌快車軌道（不停靠） | 輕軌快車軌道往十里廣場車廠                          | 輕軌快車軌道往十里廣場車廠                          |
| L3 站台 | 大廳                   | 驗票閘門、售票機                                    |                                                     |
| L2      | 商場                   | Junction 10                                         |                                                     |
| L1      | 地面                   | Junction 10、巴士站                                 |                                                     |

## 交通連接

### 鐵路
在車站關閉前，車站開關時間如下：
| 站台         | 首班車  | 首班車 | 首班車            |  | 末班車  |
| ------------ | ------- | ------ | ----------------- |  | ------- |
|              | 一－六  |        | 星期日及 公定假日 |  | 每日    |
| 武吉班讓輕軌 |         |        |                   |  |         |
| 站台1        | 10.00am |        | 10.00am           |  | 11.10pm |

## 圖片

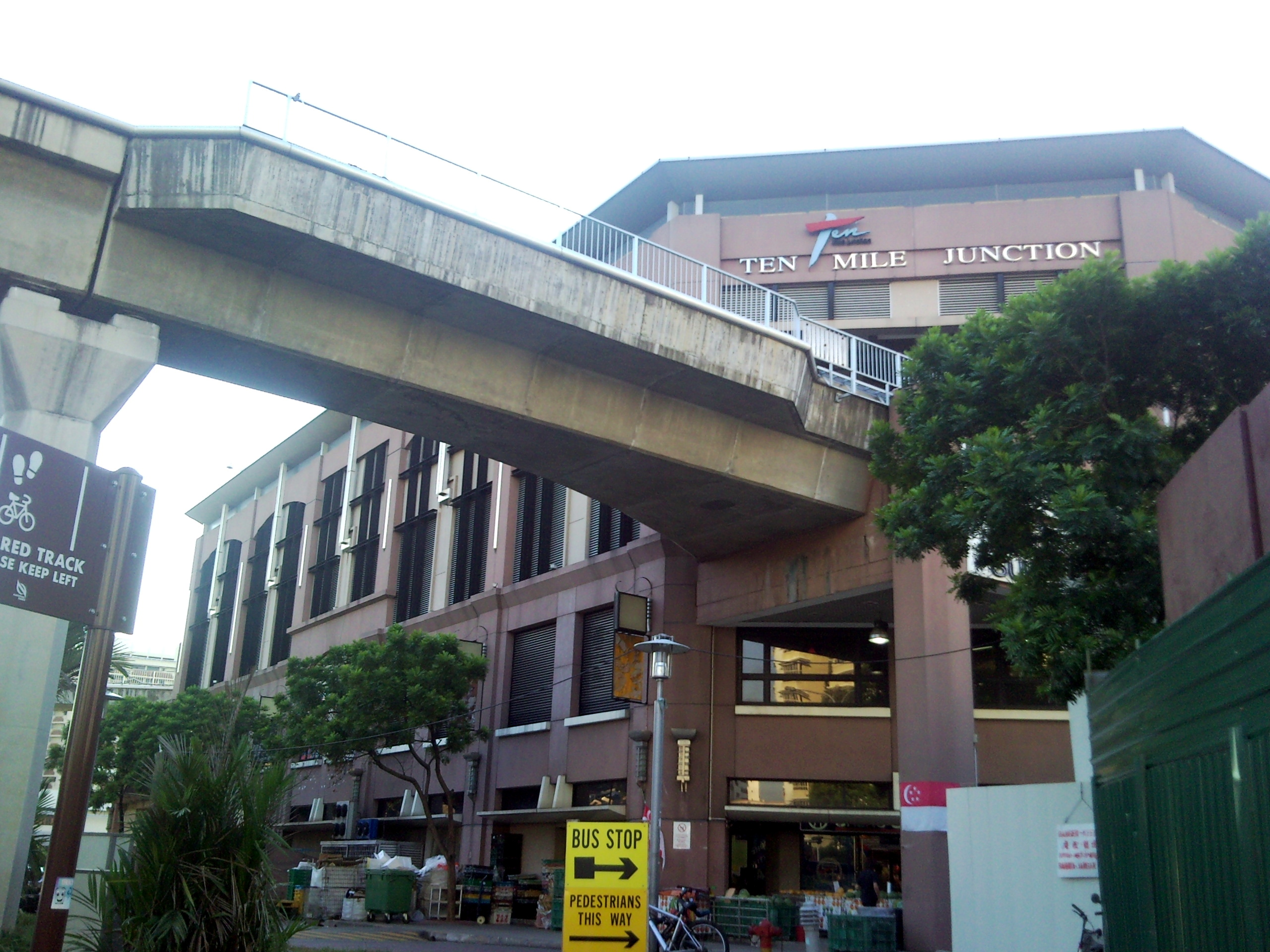
十里廣場輕軌站在2010年關閉前
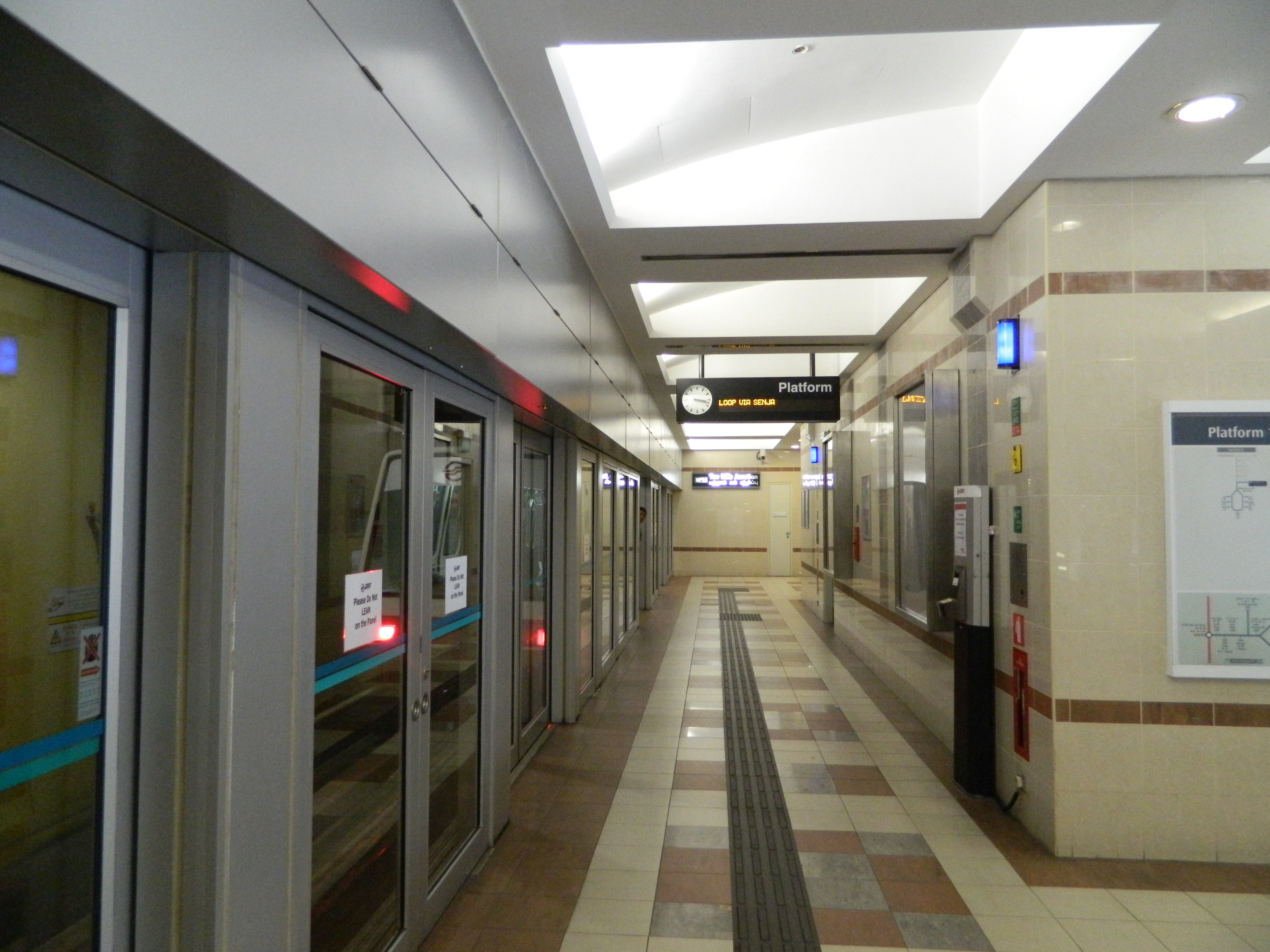
十里廣場輕軌站內部
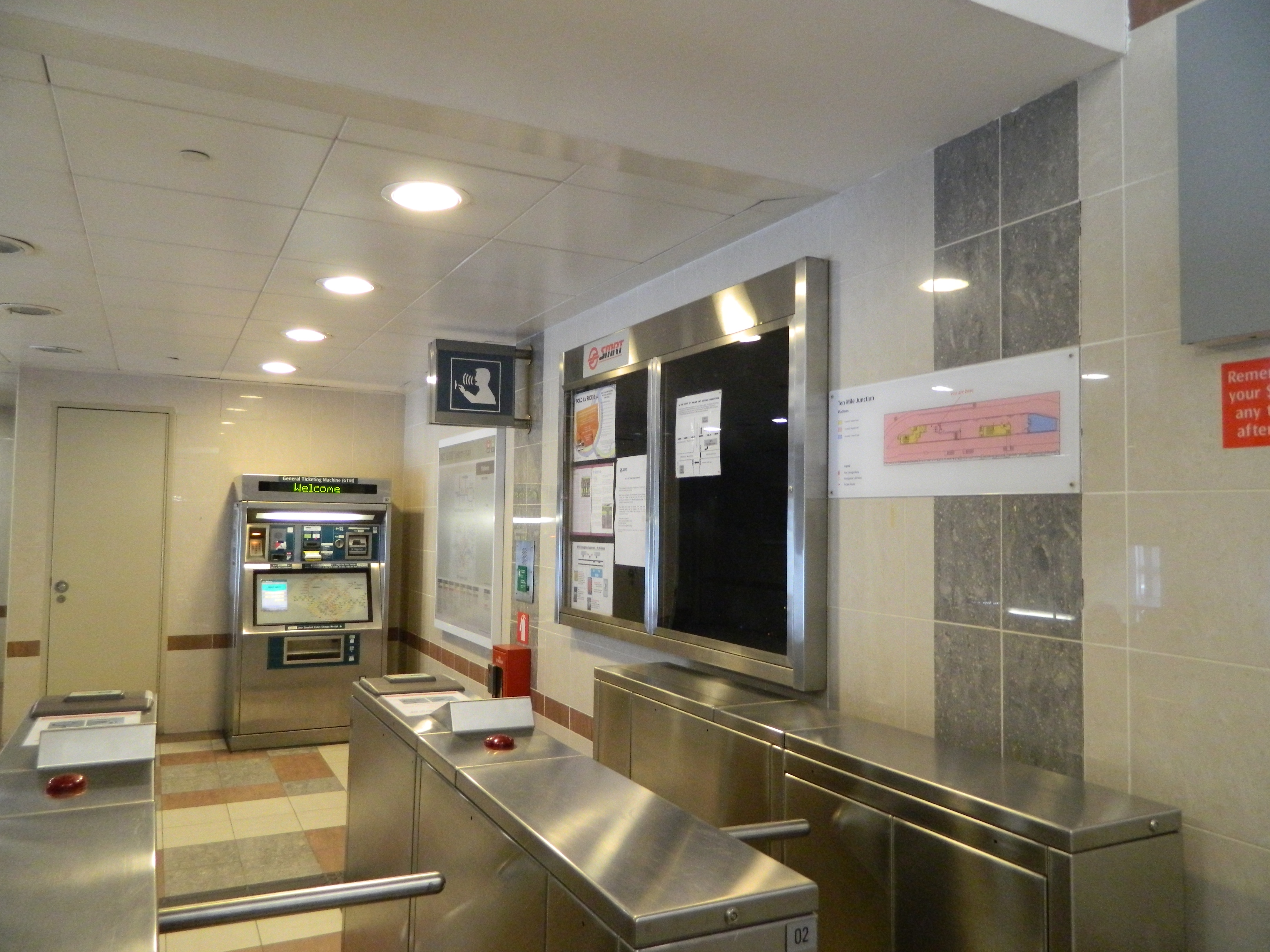
十里廣場輕軌站閘口
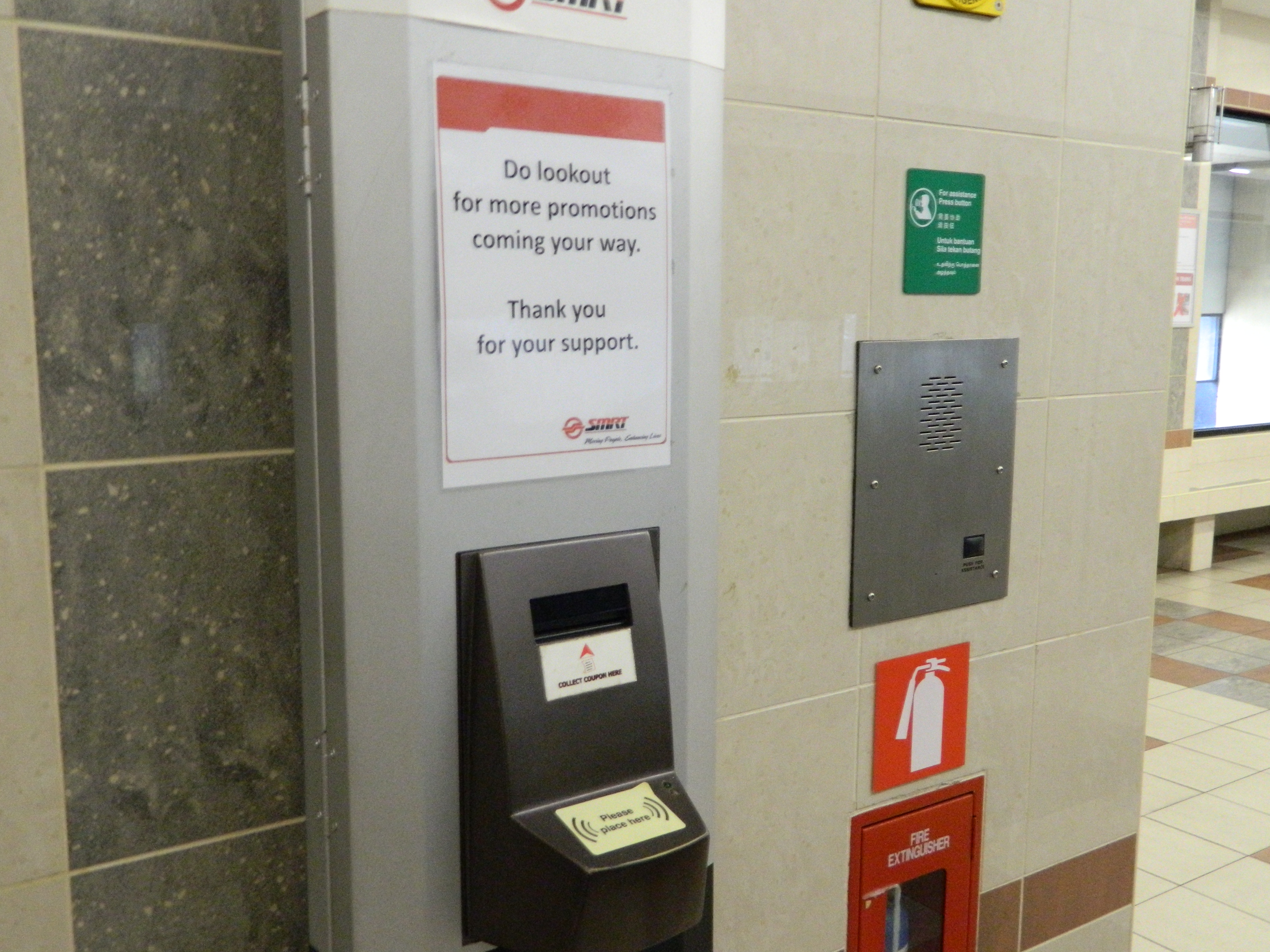
十里廣場輕軌站宣傳券櫃台
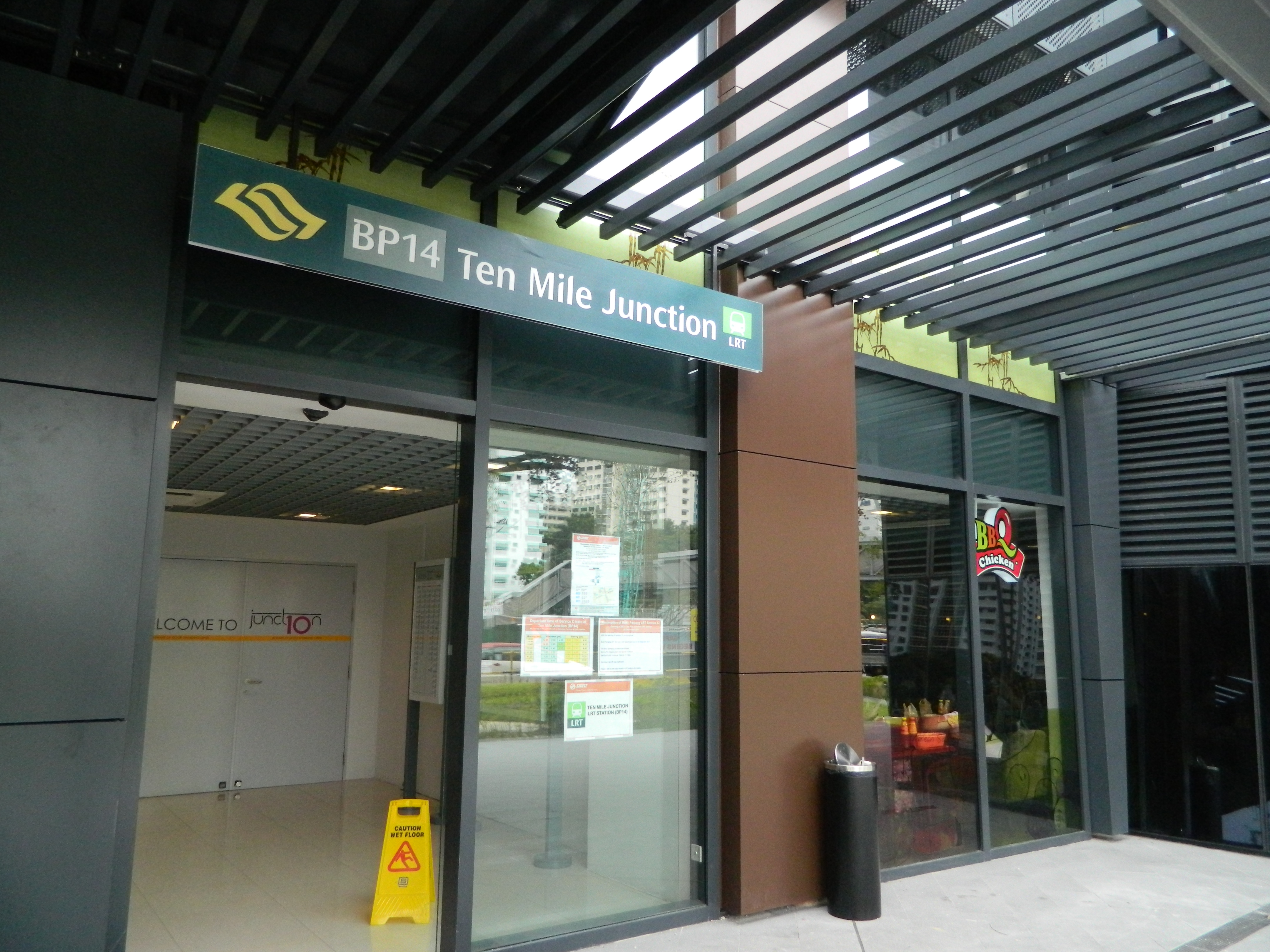
十里廣場輕軌站車站出入口
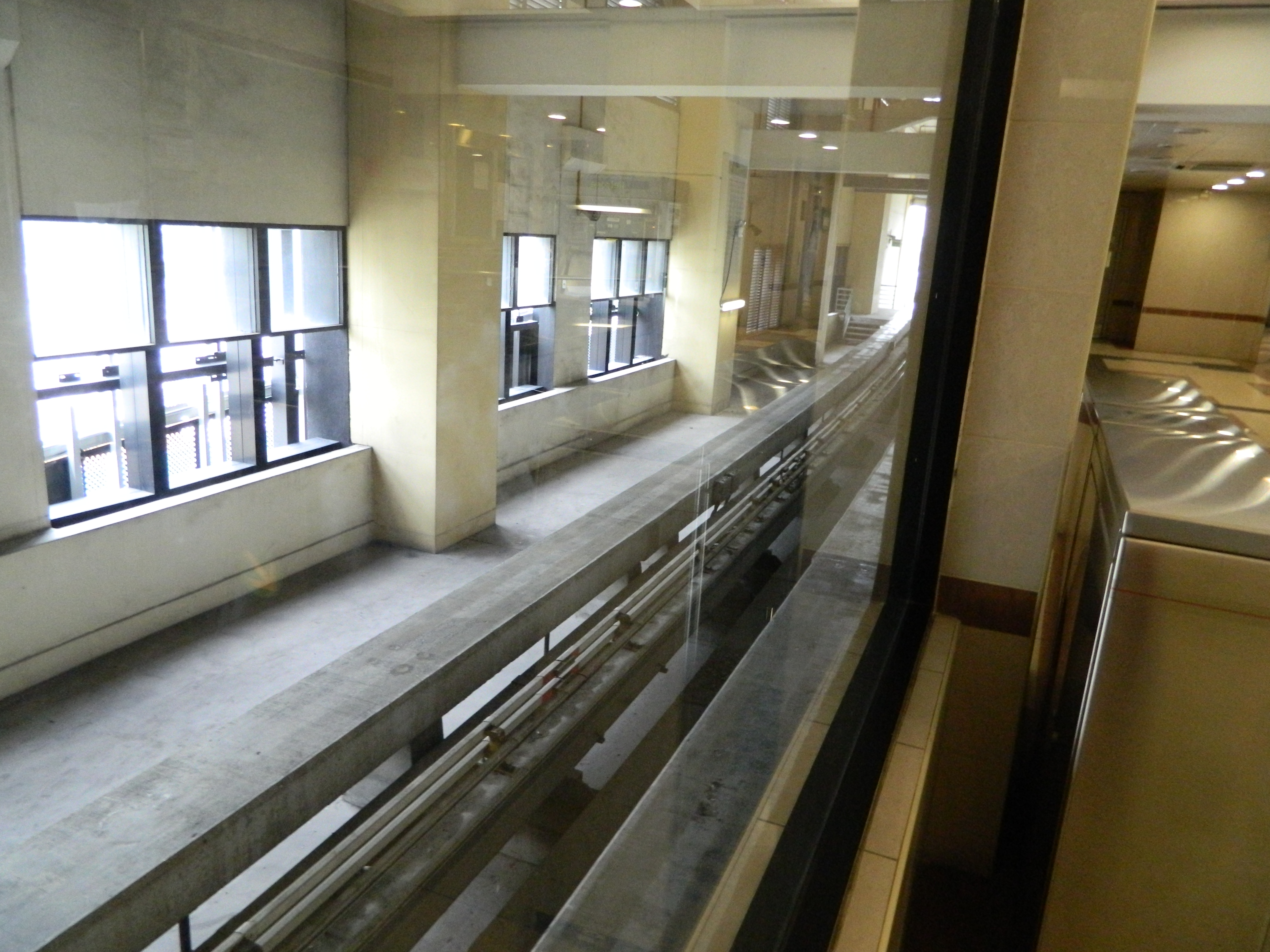
快車軌道。列車可不停靠車站直往輕軌車廠